# منسفیلد (میزوری)
منسفیلد، میزوری (به انگلیسی: Mansfield, Missouri) یک شهر در ایالات متحده آمریکا است که در شهرستان رایت، میزوری واقع شده‌است.

## خصوصیات
منسفیلد ۴٫۹۲ کیلومترمربع مساحت و ۱٬۲۹۶ نفر جمعیت دارد و ۴۵۲ متر بالاتر از سطح دریا واقع شده‌است.